# Ельпідіфор-415
«Ельпідіфор-415» — радянський канонерський човен типу «Ельпідіфор» (раніше — мінний тральщик), що брав участь в Громадянській війні і відбитті атак французьких інтервентів на Чорноморському театрі бойових дій.

## Історія
Кіль майбутнього корабля був закладений на заводі «Руссуд» (місто Миколаїв) 19 січня 1917 року. Будівництво Т-315 (саме під таким номером судно значилося в проектній документації) затягнулося у зв'язку з революційними подіями і тільки 16 травня 1920 року корабель був спущений на воду вже під червоним прапором. 28 липня того ж року «Ельпідіфор-415» заступив на службу як канонерський човен.

## Бій 9 січня 1921
9 січня 1921 року, повертаючись з постановки мінних загороджень, «Ельпідіфор-415» був атакований з'єднанням військово-морського флоту Франції у складі двох ескадрених міноносців і одного тральщика. Капітан Бутаков, який командував канонерським човном, вирішив викинутися на берег в районі Анапи, де «Ельпідіфор» міг би опинитися під захистом батарей берегової артилерії. За словами одного з працівників машинного відділення, «в бою у нас було вбито і поранено близько 70 осіб». Через деякий час моряки, що вижили, були переправлені в Севастополь.

## Сучасний стан
В офіційних документах значиться, що зважаючи на неможливість відновлення «Ельпідіфор-415» був розібраний на металобрухт в 1922 році. Але, як з'ясувалося пізніше, це повідомлення потребує відповідних поправок, бо на місці загибелі корабля збереглося, щонайменше, 20-30 % його днищевого набору.
Підводні дослідження в районі Високого берега (м. Анапа) показали наявність багатьох фрагментів корпусу корабля, сконструйованого на початку XX століття. Аквалангістами було знайдено: кілька секцій днища, щоглу, гребний гвинт, частину валопроводу та інші дрібні механізми і пристосування.
Аналіз опису місця бою 9 січня 1921 року дає стовідсоткову впевненість у тому, що знайдені уламки належать саме «Ельпідіфору-415».